# Targum Neofiti
Targum Neofiti znany także jako Codex Neofiti I – największy z zachodnich, palestyńskich targumów. Składa się z 450 kart obejmujących wszystkie księgi Tory, z kilkoma uszkodzonymi wersami. Będąc czymś więcej niż zwykłym aramejskim tłumaczeniem hebrajskiego tekstu, zwłaszcza w kilku miejscach Targum Neofiti jest obszernym rozwinięciem tekstu biblijnego. Często jest bardziej obszerny niż Targum Onkelosa, ale mniej niż Targum Pseudo-Jonatana.
Został odkryty na nowo w 1949 r. Pod koniec XVI w. otrzymał go papież Grzegorz XIII (Ugo Boncompagni), który następnie przekazał go Kolegium Neofitów (łac. Collegium Ecclesiasticum Adolescentium Neophytorum albo Pia Domus Neophytorum). Było to kolegium utworzone przez tegoż papieża w 1577 r. w Rzymie, dla kształcenia młodych konwertytów z judaizmu i islamu. Po rozwiązaniu kolegium, kopia trafiła do Biblioteki Watykańskiej pod nazwą Codex Neofiti I.

## Miejsce i czas powstania manuskryptu
Kolofon manuskryptu na końcu Księgi Powtórzonego Prawa mówi o tym, że spisany on został w Rzymie dla kardynała Egidiusza z Viterbo, podczas „chwalebnego miesiąca Adar” 5264 roku według żydowskiej chronologii, czyli 1504 r. n.e. Wyraźnie rozróżniono w nim pismo 3 różnych skrybów.

## Historia odnalezienia
Kodeks trafił do Biblioteki Watykańskiej z numerem jeden jako jeden z wielu pochodzących z Pia Domus Neophytarum w Rzymie. Sam dom został ufundowany przez papieża Pawła II w 1543 roku jako Domus Catechumenorum, z przeznaczeniem dla konwertytów z judaizmu. Grzegorz XIII w 1577 roku nadał mu nazwę Collegium Ecclesiasticarum Adolescentium Neophytorum, z prawem do nadawania stopni naukowych. Później, w 1634 roku, Urban VIII zlecił przeniesienie instytucji do nowej placówki w Rzymie przy kościele Santa Maria ai Monti. Prawdopodobnie właśnie przy tej okazji dwie biblioteki zostały połączone. Ostatni rektor (na kodeksie widnieje właśnie jego pieczęć) objął urząd w 1886 roku i prawdopodobnie za jego urzędowania wszystkie zbiory zostały sprzedane do Biblioteki Watykańskiej. W tamtejszym katalogu targum został oznaczony jako Onkelos. Zwrócił na niego uwagę w 1949 roku hiszpański badacz Alejandro Díez Macho, który to po wnikliwych badaniach, w 1956 roku ogłosił, że tekst jest kompletną kopią całkowicie nieznanego targumu typu palestyńskiego.

## Starodawność targumu i jego zawartość
Uczeni nie są całkowicie zgodni co do czasu powstania targumu. Zaawansowane prace nad analizą językową samego tekstu oraz glos wciąż trwają. Za oryginalny czas powstania przyjmuje się I albo II w. n.e.
Zawiera cały tekst Pięcioksięgu, oprócz 30 wersetów opuszczonych z różnych przyczyn. Niektóre fragmenty z powodu cenzury zostały wymazane. Podziały w tekście odpowiadają sedarim palestyńskiego 3-letniego cyklu lektury synagogalnej. Specyfiką tego targumu są liczne glosy na marginesach i w interliniach, pochodzące najprawdopodobniej z różnych innych targumów dostępnych kopistom na początku XVI w. Te glosy zostały spisane przez przynajmniej 10 różnych skrybów. Język targumu to tzw. aramejski palestyński.

### Poemat czterech nocy
W tekście targumu znajduje się m.in. Poemat czterech nocy, który jest targumem-objaśnieniem do wersetu z Księgi Wyjścia 12,42:

Tej nocy czuwał Pan nad wyjściem synów Izraela z ziemi egipskiej. Dlatego noc ta winna być czuwaniem na cześć Pana dla wszystkich Izraelitów po wszystkie pokolenia. (Biblia Tysiąclecia)

Poemat mówi o czterech nocach, które nadają sens żydowskiej liturgii nocy paschalnej (sederu): noc stworzenia świata, noc ofiary Izaaka, której zażądał Bóg od Abrahama, noc wyjścia z Egiptu, oraz noc kresu świata.
Według poematu, Pesach stanowi centrum świętej historii świata, historii zbawienia. W niej łączy się jego początek i koniec, stworzenie świata z eschatologią. Jest zatem liturgiczną pamiątką tego, czego Jahwe już dokonał, oraz oczekiwaniem tego, co obiecał jeszcze uczynić.
Noc stworzenia była, według targumu, nocą pierwszego objawienia się Boga i Jego Słowa, będącego światłością – światu, który był pustkowiem, bezładem i ciemnością. Według Raniero Cantalamessy, noc stworzenia wpisuje się w teologię Pesach poprzez to, że stworzenie rozumie się jako przejście z ciemności do Światła. Motyw ten był nieustannie rozwijany w judaistycznej liturgii paschalnej. Powiązanie nocy, w której Abraham miał złożyć ofiarę ze swego syna Izaaka (Ageda), ze świętem Pesach wynikało z tradycji targumicznej, która górę Moria utożsamiała z miejscem, na którym wznosiła się Świątynia Jerozolimska. W ten sposób w liturgii Pesach wybrzmiewa temat Przymierza oraz Obietnicy.
Dwie ostatnie noce są w targumie opisane następująco:

Noc trzecia to była ta, podczas której Jahwe ukazał się w środku nocy przeciwko Egipcjanom (Wj 12:29; Mdr 18). Jego ramię zabijało pierworodnych Egipcjan, a Jego prawica wspierała pierworodnych z Izraela, aby wypełniły się słowa Pisma: Moim synem pierworodnym jest Izrael (Wj 4,22). I nazwał ją — noc trzecia. 
Noc czwarta to będzie ta, kiedy świat, osiągnąwszy swój kres, zostanie obalony. Żelazne jarzma, zostaną połamane, a pokolenia bezbożne unicestwione. Mojżesz wyjdzie z pustyni ... (luka w tekście). Ktoś pójdzie na czele stada, inny na szczycie chmury, a Jego Słowo będzie przed nimi postępować przodem i tak pójdą razem. Oto jest noc Paschy dla imienia Jahwe — noc ustanowiona i przeznaczona dla zbawienia wszystkich pokoleń Izraela. (przekład za R. Cantalamessa, Pascha naszego zbawienia, s. 42-43.

Jest to najbogatsza i najbardziej kompletna synteza teologiczna na temat znaczenia Paschy żydowskiej. Autor poematu pozostaje nieznany.

## Wydania
W roku 2014 nakładem Wydawnictwa Gaudium ukazała się w języku polskim pierwsza księga biblijna z Targumu Neofiti pod tytułem: „Biblia Aramejska. Targum Neofiti 1. Księga Rodzaju” w przekładzie ks. Mirosława S. Wróbla. Stowarzyszenie Wydawców Katolickich przyznało temu pierwszemu tomowi nagrodę „Feniks 2015” w kategorii literackiej. Drugi tom Targumu, obejmujący Księgę Wyjścia ukazał się w 2017 roku (tłum. M.S. Wróbel), tom trzeci natomiast, zawierający tekst Księgi Kapłańskiej, ukazał się w 2019 roku (tłum. A. Tronina).
W 2021 roku wydano Tom 5. Księga Powtórzonego Prawa. 